# Trbušnjak - Rastik
Trbušnjak - Rastik este o arie protejată (sit de importanță comunitară — SCI) din Croația întinsă pe o suprafață de 2.005,17 ha, integral pe uscat.

## Localizare
Centrul sitului Trbušnjak - Rastik este situat la coordonatele 45°29′46″N 17°16′51″E / 45.495983°N 17.280931°E.

## Înființare
Situl Trbušnjak - Rastik a fost declarat sit de importanță comunitară în iulie 2013 pentru a proteja 5 specii de animale.

## Biodiversitate
Situată în ecoregiunea continentală, aria protejată conține 1 habitat natural: Peșteri inaccesibile publicului.
La baza desemnării sitului se află mai multe specii protejate de  mamifere (5): liliac cu aripi lungi (Miniopterus schreibersii), liliac comun (Myotis myotis), liliacul mediteranean cu potcoavă (Rhinolophus euryale), liliacul mare cu potcoavă (Rhinolophus ferrumequinum), liliacul mic cu potcoavă (Rhinolophus hipposideros).